# Kasteel van Le Vignault
Het Kasteel van Le Vignault (Frans: Château du Vignault) is een kasteel in de Franse gemeente Bourbon-Lancy. Het kasteel is een beschermd historisch monument sinds 1978.